# آیوانهو (کالیفرنیا)
آیوانهو (به انگلیسی: Ivanhoe) یک منطقهٔ مسکونی در ایالات متحده آمریکا است که در شهرستان تولار، کالیفرنیا واقع شده‌است. آیوانهو ۵٫۲۱۶ کیلومتر مربع مساحت و ۴٬۴۹۵ نفر جمعیت دارد و ۱۱۱ متر بالاتر از سطح دریا واقع شده‌است.